# Jamie Quatro
Jamie Quatro es una escritora estadounidense. Su primera colección de cuentos, titulada I Want to Show You More, fue publicada por Grove Press en 2013. Su primera novela, Fire Sermon, se publicó en 2018. 

## Trayectoria
Su primera colección de cuentos, I Want to Show You More ( literal, Quiero mostrarte más ) fue un libro destacado por The New York Times como el mejor libro de 2013 de la categoría NPR, y elegido por Indie Next, O, The Oprah Magazine (edición de verano) y varios editores de The New York Times.
Quatro es editora colaboradora de la revista Oxford American  y enseña en Sewanee, la Universidad del Sur.
En 2024 publicó su segunda novela, Two-step Devil.

## Libros
- I Want to Show You More. 2013. ISBN 978-0-8021-2075-5.
- Fire Sermon. New York: Grove Press. 2018. ISBN 978-0-8021-2704-4. [4]
- Two-step Devil. 2024. ISBN 978-0-8021-6313-4..[5][6][7][8]